# Złotniki Lubańskie
Złotniki Lubańskie (en allemand : Goldentraum) est une localité polonaise de la gmina de Leśna, située dans le powiat de Lubań en voïvodie de Basse-Silésie.

## Géographie
Situé sur la rive gauche de la rivière Kwisa, le village se trouve dans l'extrême sud-est de la région de Haute-Lusace, à proximité immédiate des limites de la Basse-Silésie.

## Histoire

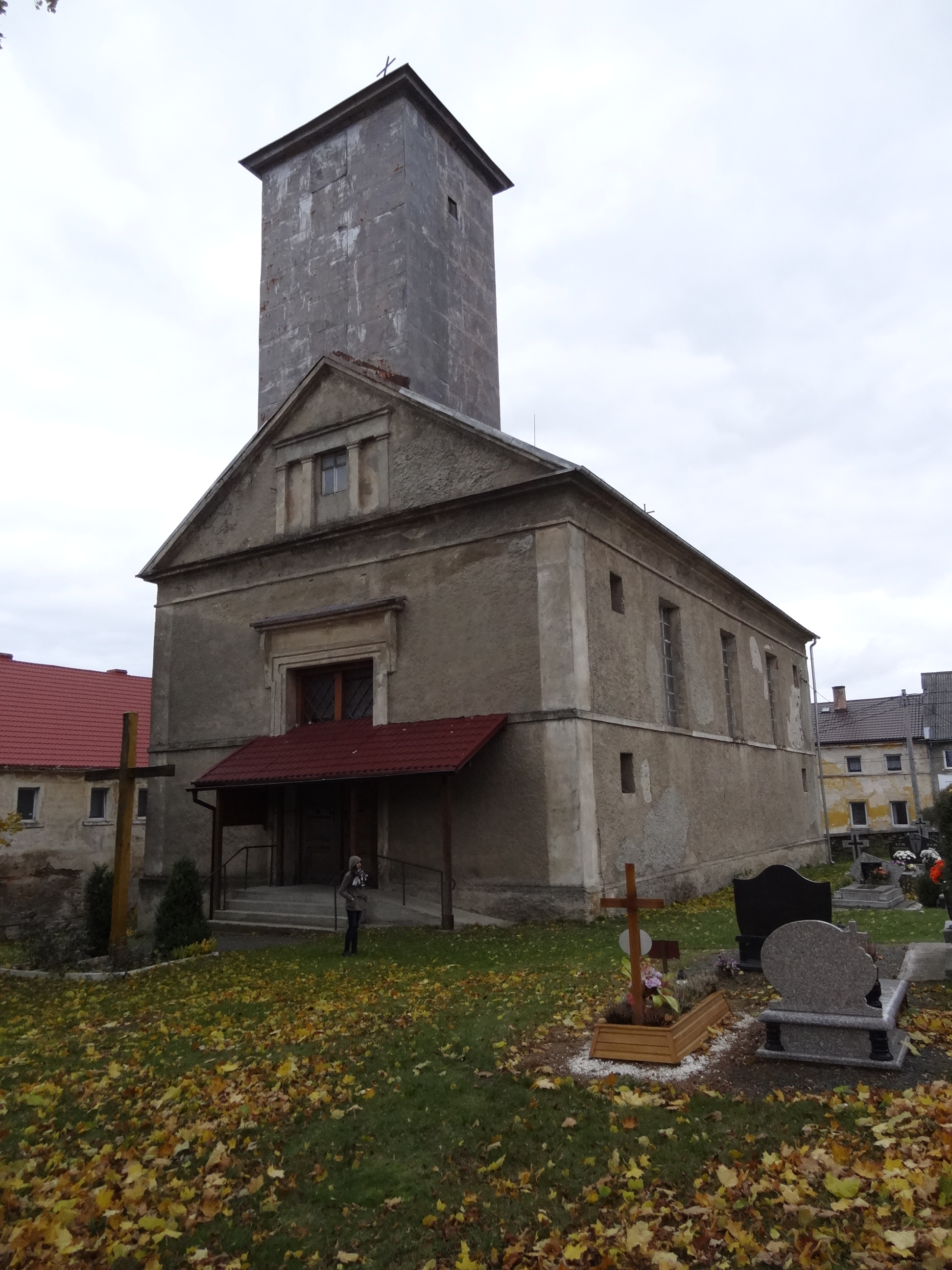
L'église du village.

La colonie tire son origine d'une mine d'or fondée vers 1654 par la noble famille Nostitz, à ce temps seigneurs au château de Czocha. Nommé Goldentraum, le bourg obtint le droit de tenir marché par une charte de l'électeur Jean-Georges II de Saxe, adoptée le 20 mai 1672. Une part importante de la population se compose de réfugiés protestants originaires des pays adjacents de la couronne de Bohême, le royaume de Bohême et les duchés de Silésie.
Après les guerres napoléoniennes et le congrès de Vienne en 1815, le domaine est incorporé à l'arrondissement de Lauban dans le district de Liegnitz dans la province de Silésie au sein du royaume de Prusse. Après la Seconde Guerre mondiale il est rattaché à la république de Pologne et la population germanophone est expulsée.